# نیروی دریایی اوکراین
نیروی دریایی اوکراین (اوکراینی: Військово-Морські Сили України, ВМСУ, Viys’kovo-Mors’ki Syly Ukrayiny, VMSU) نیروی دریایی زیرمجموعه نیروهای مسلح اوکراین است که در سال ۱۹۱۷ تأسیس شد.
نیروی دریایی اوکراین یکی از هشت شاخه خدماتی نیروهای مسلح اوکراین است، که از پنج بخش تشکیل شده‌اند: نیروهای سطحی، نیروهای زیردریایی، هوانوردی دریایی، توپخانه موشکی ساحلی و پیاده‌نظام دریایی. در سال ۲۰۲۲ نیروی دریایی اوکراین ۱۵۰۰۰ پرسنل داشت، از جمله ۶۰۰۰ پیاده‌نظام دریایی. ستاد مرکزی نیروی دریایی اوکراین در اودسا قرار دارد و قبل از الحاق کریمه توسط فدراسیون روسیه در سال ۲۰۱۴، در سواستوپول مستقر بود.
نیروی دریایی اوکراین عمدتاً از بقایای ناوگان دریای سیاه شوروی تشکیل شده بود. در سال‌های اولیه، اوکراین به دنبال به‌روزرسانی و گسترش نیروهای دریایی خود، از جمله برنامه‌ریزی برای ساخت یک کلاس جدید از ناوچه‌ها، قایق‌های گشتی و قایق‌های توپدار بود. با این حال، از زمان تهاجم مداوم روسیه به این کشور در فوریه ۲۰۲۲، نیروی دریایی اوکراین به شدت کاهش یافته است و کلیه کشتی‌های جنگی آن از بین رفته‌اند و ناو اصلی آن یک ماه پس از شروع جنگ برای جلوگیری از تصرف، غرق شد.
نیروی دریایی اوکراین پیش از این در دریای سیاه، از جمله دریای آزوف و دلتای دانوب فعالیت می‌کرد، علاوه بر این، در تلاش‌های چندملیتی مانند عملیات اندیور و عملیات آتالانتا به ترتیب در مدیترانه و شاخ آفریقا شرکت داشت. با این حال، روسیه از آن زمان کنترل کامل دریای آزوف و کنترل قابل توجهی بر دریای سیاه را در طول درگیری جاری به دست آورده است.
با وجود کاهش اندازه و قابلیت‌هایش، نیروهای دریایی اوکراین از طریق جنگ نامتقارن و استفاده از پهپادهای دریایی، همچنان از نظر عملیاتی فعال هستند. نیروی دریایی اوکراین با موفقیت از طریق تاکتیک‌ها و فناوری‌های نوآورانه، همتای روسی خود را در دریای سیاه به چالش کشیده است.